# Lumba-Bayabao
Lumba-Bayabao (Magui) ist eine philippinische Stadtgemeinde in der Provinz Lanao del Sur. Sie hat 36.151 Einwohner (Zensus 1. August 2015).

## Baranggays
Lumba-Bayabao ist politisch in 38 Baranggays unterteilt.
| - Bacolod I - Bacolod II - Bantayao - Barit - Baugan - Buad Lumbac - Cabasaran - Calilangan - Carandangan-Mipaga - Cormatan Langban - Dialongana - Dilindongan-Cadayonan - Gadongan | - Galawan - Gambai - Kasola - Lalangitun - Lama - Lindongan Dialongana - Lobo Basara - Lumbac Bacayawan - Macaguiling - Mapantao - Mapoling - Pagayawan - Maribo (Pob.) | - Posudaragat - Rumayas - Sabala Bantayao - Salaman - Salolodun Berwar - Sarigidan Madiar - Sunggod - Taluan - Tamlang - Tongcopan - Turogan - Minaring Diladigan |